# Lot na całe życie
Lot na całe życie – debiutancki album polskiej grupy hip-hopowej Dixon37. Jest to wspólny projekt piątki raperów: Safula, Kafara, Michrusa, Kulfona i Resta. Gościnnie na płycie pojawiają się między innymi: Wilku, Bilon, Żary (Hemp Gru), Włodi (Molesta), Pjus (2cztery7), Miodu (Jamal), Wigor (Mor W.A.), Pono (Zipera).
Nagrania dotarły do 45. miejsca listy OLiS.
Album uzyskał status złotej płyty.

## Lista utworów
Opracowano na podstawie materiału źródłowego.
1. „Lot na całe życie” (produkcja: Klimson, scratche: Gruba Technika) – 1:34
2. „2 dzielnice, 1 życie” (produkcja: Klimson, gościnnie: Hemp Gru/JLB, scratche: DJ Dobry Chłopak) – 6:11
3. „W.N.M.” (produkcja: T.Ken, scratche: Gruba Technika) – 3:12
4. „Co nas kształtuje” (produkcja: Klimson) – 3:58
5. „Satysfakcja” (produkcja: Klimson, scratche: Gruba Technika) – 3:56
6. „Tak tu jest” (produkcja: Klimson, gościnnie: Pjus, Wilku) – 2:41
7. „Rap dla ziomków” (produkcja: Szogun, scratche: Gruba Technika) – 3:32
8. „Nie zastąpisz” (produkcja: Klimson, gościnnie: TZWM) – 3:32
9. „Nokaut” (produkcja: Kuba eS, gościnnie: Pono, scratche: Gruba Technika) – 4:40
10. „Japy krewne” (produkcja: Klimson) – 3:45
11. „Spokój i cierpliwość” (produkcja: Kuba eS, scratche: Gruba Technika, gościnnie: Witold Nożyński) – 2:49
12. „Bez zbędnego pierdolenia” (produkcja: Klimson, gościnnie: Dżambodżet) – 2:43
13. „Po drugiej stronie barykady” (produkcja: Kuba eS, gościnnie: Wigor, scratche: DJ Dobry Chłopak) – 4:39
14. „Rap Vs. hajs” (produkcja: Tymek) – 3:51
15. „Nie zaśniesz, gdy idziesz” (produkcja: Tymek) – 4:26
16. „Chodzi o hajs” (produkcja: Klimson) – 2:36
17. „Bliżej niż myślisz” (produkcja: Kuba eS, gościnnie: Włodi, Miodu) – 5:34
18. „W górę kielon” (produkcja: Temzki) – 2:57
19. „Tak tu jest (Remix)” (produkcja: ZłoteTwarze) – 3:04